# Увезу тебя я в тундру
«Увезу тебя я в тундру» — советская эстрадная песня, написанная Марком Фрадкиным и Михаилом Пляцковским в 1971 году. Наиболее известна в исполнении Кола Бельды.

## История
В 1970 году Юрий Маликов (на тот момент — музыкант оркестра Московской филармонии), находясь на международной выставке ЭКСПО-70, познакомился с композитором Марком Фрадкиным и попросил его написать «что-то зажигательное» для нового вокально-инструментального ансамбля, идею которого на тот момент обдумывал. Оказалось, что у Фрадкина есть песня, которую он написал в соавторстве с Михаилом Пляцковским. Так как отношение к ВИА как к новому явлению было настороженным, было решено, что произведение отдаётся для исполнения не только Маликову, но и эстрадному дуэту Бориса Кузнецова и Льва Полосина.
Впервые песня прозвучала 8 августа 1971 года в эфире радиопередачи «С добрым утром!», выпуск которой был целиком посвящён «коллективу Юрия Маликова». Радиоведущая предложила слушателям прислать свои варианты названия ВИА; те просили назвать ансамбль «Самоцветы» (по строчке в песне «Сколько хочешь самоцветов мы с тобою соберём»).
Однако по распоряжению министра культуры Е. Фурцевой на фестивале «Песня-72» композицию исполнил нанайский певец Кола Бельды, бывший своего рода олицетворением малых народов Севера, Сибири и Дальнего Востока. Песня стала лауреатом конкурса, и её стали отождествлять с Кола Бельды. Маликов не сдавался, и на «Песне-74» «Самоцветы» также получили лауреатство с этой же песней, что было беспрецедентно. В исполнении Бельды «Увезу тебя я в тундру» получила лауреатство и вторую премию в главном конкурсе Международного фестиваля песни в Сопоте.

## Исполнители
В 1971 году на пластинках фирмы «Мелодия» песня была выпущена и в исполнении дуэта Полосин — Кузнецов и Дважды Краснознамённого, ордена Красной Звезды академического ансамбля имени А. В. Александрова; в 1973 году — в исполнении и ВИА «Самоцветы», и Кола Бельды. Также песню исполнял народный ансамбль песни и танца Коми АССР и др.
В 1991 году музыкальную пародию на «Увезу тебя в я тундру» представил Михаил Евдокимов. Батырхан Шукенов исполнил песню в рамках проекта «Один в один!». Песня звучит в музыкальном фильме «Старые песни о главном — 3».

## Видеоклипы
| Год  | Название                                                                  |
| ---- | ------------------------------------------------------------------------- |
| 1972 | «Увезу тебя я в тундру». Фрагмент концертной программы «Поёт Кола Бельды» |
| 1973 | ВИА «Самоцветы» — «Увезу тебя я в тундру»                                 |
| 1975 | Борис Кузнецов и Лев Полосин — «Увезу тебя я в тундру»                    |
| 1977 | «Увезу тебя я в тундру». Фрагмент фильма-концерта «Песни Марка Фрадкина»  |

Старые песни о главном-3  в ночь с 1997  на 1998 год — группа "На-на".